# Les Pechs du Vers
Les Pechs du Vers ist eine französische Gemeinde mit 306 Einwohnern (Stand 1. Januar 2022) im Département Lot in der Region Okzitanien. Sie gehört zum Arrondissement Gourdon und zum Kanton Causse et Vallées. 
Sie entstand als Commune nouvelle mit Wirkung vom 1. Januar 2016, indem die bisherigen Gemeinden Saint-Martin-de-Vers und Saint-Cernin zusammengelegt wurden. Beide ehemaligen Gemeinden verfügen in der neuen Gemeinde über den Status einer Commune déléguée.

## Gliederung
| Ortsteil                       | ehemaliger INSEE-Code | Fläche (km²) | Einwohnerzahl zum 1. Januar 2022 |
| ------------------------------ | --------------------- | ------------ | -------------------------------- |
| Saint-Cernin (Verwaltungssitz) | 46252                 | 16,28        | 198                              |
| Saint-Martin-de-Vers           | 46275                 | 09,93        | 108                              |

## Lage
Nachbargemeinden sind Lamothe-Cassel im Nordwesten, Cœur de Causse im Norden, Soulomès und Caniac-du-Causse im Nordosten, Sénaillac-Lauzès im Osten, Sabadel-Lauzès im Südosten, Lauzès im Süden, Cras im Südwesten und Nadillac und Ussel im Westen.